# Cồn Phụng
Cồn Phụng nằm trên một cù lao nổi giữa sông Mỹ Tho (một đoạn của sông Tiền) thuộc xã Tân Thạch, huyện Châu Thành, tỉnh Bến Tre, Việt Nam.

## Tên gọi, vị trí
Trước đây cồn Phụng có tên là cồn Tân Vinh. Về sau, nó còn có một tên gọi khác là cù lao Đạo Dừa. Nguyên do là vì ông Nguyễn Thành Nam (1909–1990) đã đến đây xây chùa Nam Quốc Phật và thành lập nên một giáo phái gọi là Đạo Dừa vào đầu thế kỷ 20. Và trong thời gian xây dựng ngôi chùa ấy, những người thợ nhặt được một cái chén cổ có hình con chim phụng, nên nó còn được gọi là cồn Phụng, và trở thành tên phổ biến cho đến ngày nay.
Ban đầu, cồn Phụng chỉ là một cồn nhỏ nổi giữa sông Mỹ Tho vào những năm 1930 với diện tích khoảng 28 ha, nhưng do lượng phù sa bồi đắp dồi dào mỗi năm mà nay đã lên tới trên 50 ha.. Đây là một trong bốn cồn nằm trên đoạn sông vừa kể được đặt theo quan niệm tứ linh mang điềm an lành hạnh phúc là: long, lân, quy, phụng. Cồn Rồng là "long", cồn Thới Sơn là "lân", cồn Biện Quy là "quy", và cồn Tân Vinh là "phụng".
Cồn Phụng cách trung tâm thành phố Bến Tre 12 km theo đường bộ và 25 km theo đường sông.

## Du lịch

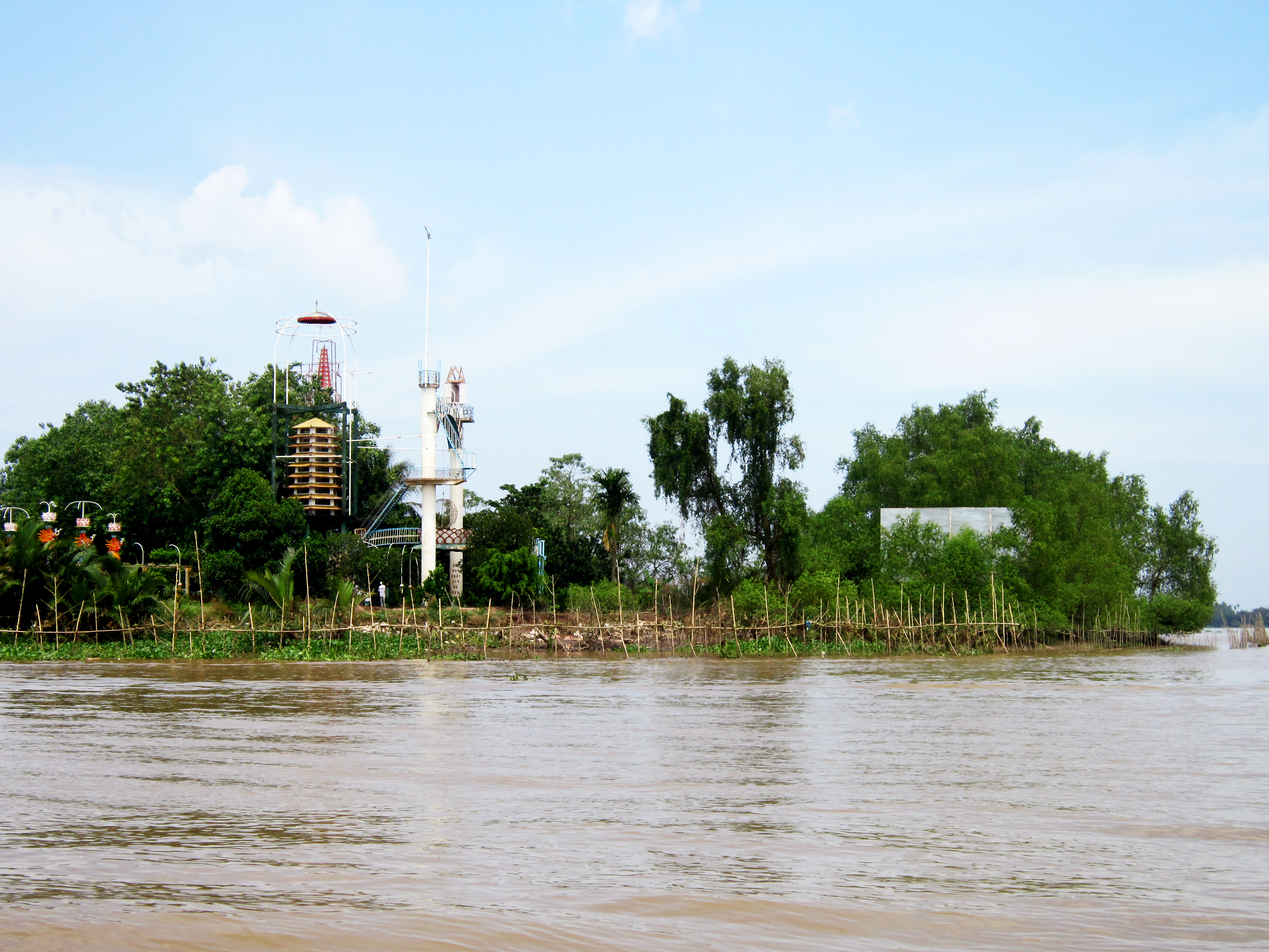
Nơi hành đạo của ông Đạo Dừa trước 1975 trên cồn Phụng

Đến cồn Phụng, du khách có thể đi thăm các các vườn cây ăn trái và thưởng thức các món ăn ngon đậm chất vùng miền. Ngoài ra, nơi đây còn cuốn hút du khách bởi những nét sinh hoạt đời thường của người dân địa phương gắn liền với các nghề thủ công được chế tác từ dừa, như kẹo dừa, đồ lưu niệm từ cây, vỏ trái dừa,....
Bên cạnh đó, khu di tích Đạo Dừa rộng chừng 1.500 m² cũng được nhiều du khách đến viếng thăm. Nơi đây còn giữ được khá nguyên trạng các hạng mục kiến trúc được xây dựng từ thời ông còn sống, như: sân chín con rồng; tháp Hoà bình (Cửu trùng đài), đỉnh lớn, v.v...

## Hình ảnh
Một vài hình ảnh trên cồn Phụng:

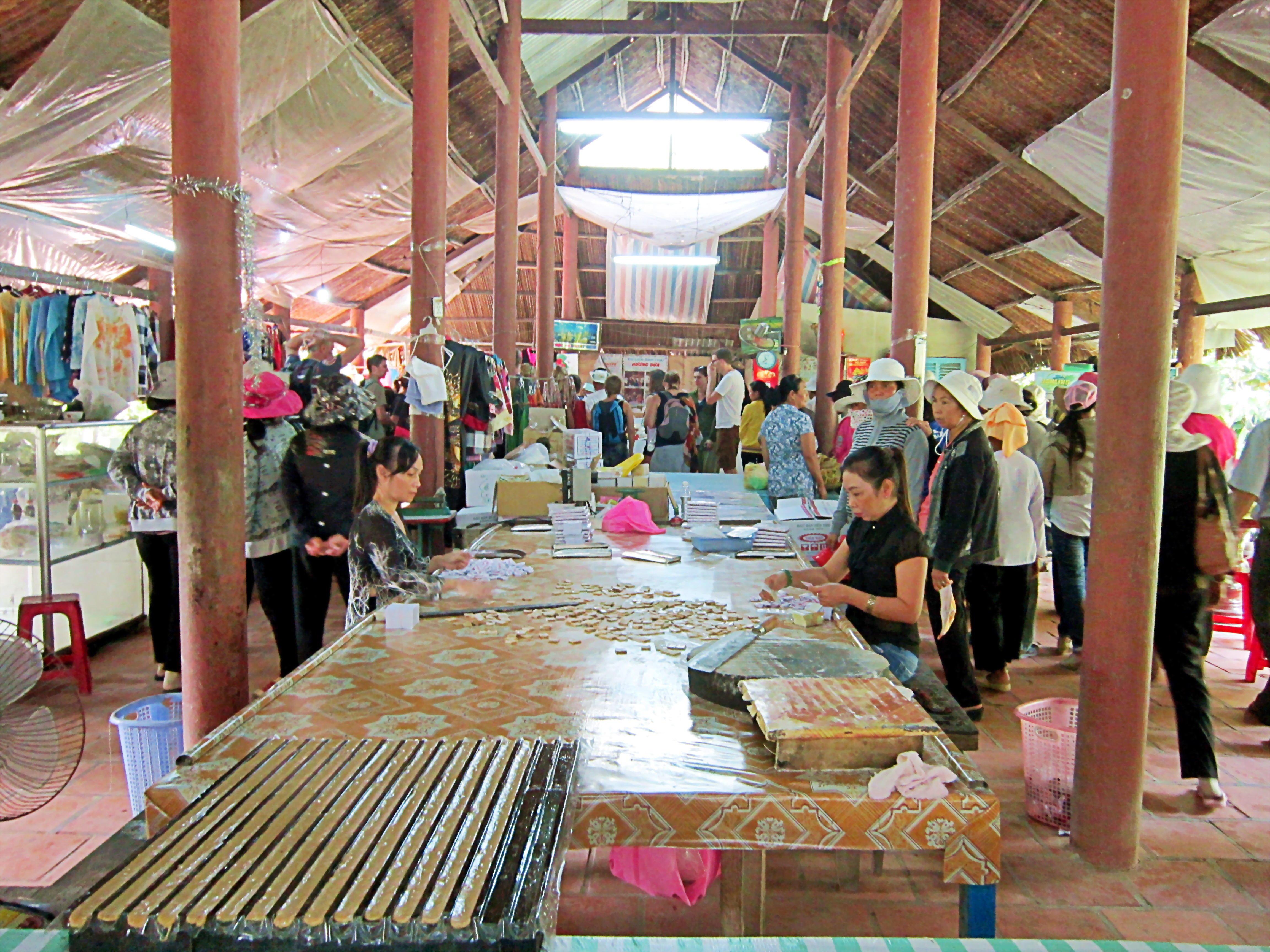
Trong một xưởng làm kẹo dừa
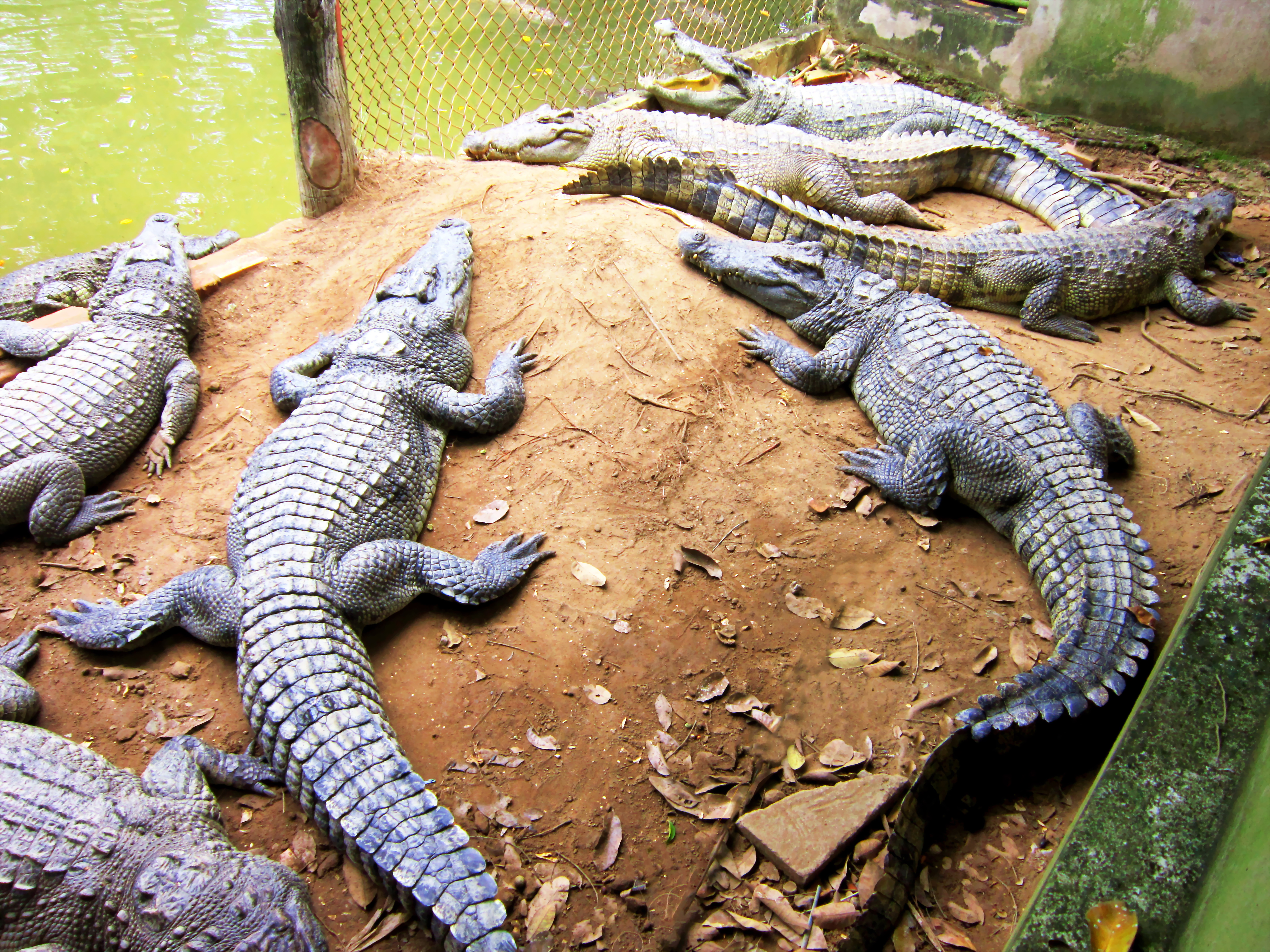
Nuôi cá sấu trong khu du lịch
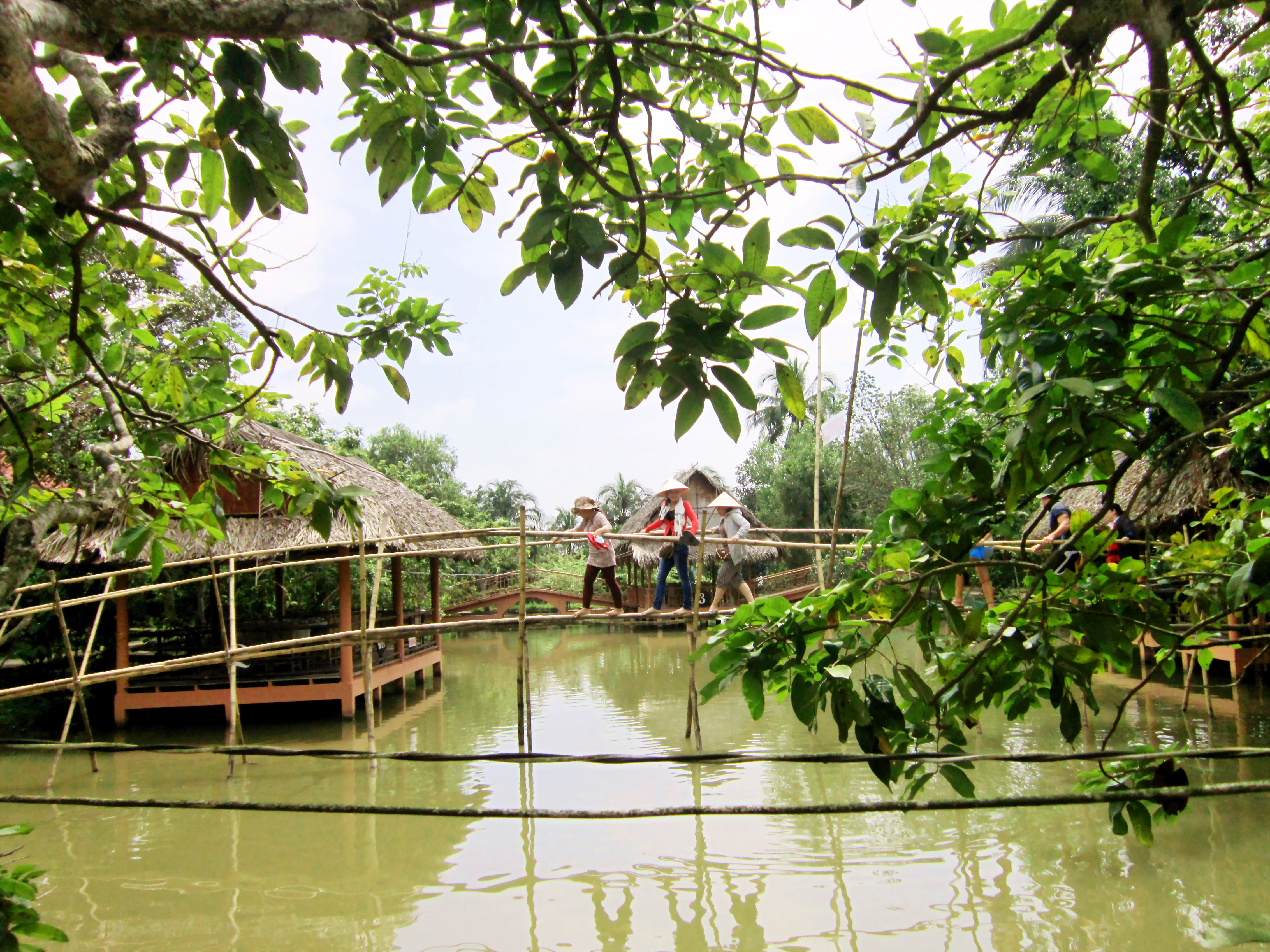
Đi cầu khỉ trong khu du lịch